# Ера Миливојевић
Слободан Ера Миливојевић (Ужице, 1944 — Београд, 17. март 2021) био је српски уметник чије су основне уметничке дисциплине перформанс, фотографија, колаж и видео уметност. Дипломирао је на Академији ликовних уметности у Београду, у класи професора Стојана Ћелића, 1971. године.

## Каријера
Своју уметничку каријеру започео је раних седамдесетих са уметницима окупљеним око Студентског културног центра. У тој неформалној шесторки су се, поред њега, налазили и: Раша Тодосијевић, Марина Абрамовић, Зоран Поповић, Неша Париповић и Гергељ Урком.
Излагао је и изводио перформансе како у Србији тако и у свету. За разлику од других уметника који се баве перформансом, Миливојевић перформанс назива сесијом. Сарађивао је са многим уметницима од којих се издвајају: Марина Абрамовић, Џони Рацковић, Снежана Арнаутовић, Габријел Савић Ра...
Издавачка кућа Геопоетика је објавила монографију о раду Миливојевића под називом „Арт Сешенс” (енгл. Art Sessions).. Преминуо је 17. марта 2021. године у Београду од последица воде у плућима. Сахрањен је 20. марта 2021. године у Алеји заслужних грађана на Новом гробљу у Београду.

## Изложбе
- Мефисто, Арт галерија у Таковској, Београд, 6-21. октобар 2009.[5]
- 4th July - Natural American Spirit, односно „Концептуална историја Вест Палм Бича”, Дом омладине Београда, 4. јул 2011.[6]
- Свакодневница - концептуална историја, Галерија савремене уметности, Смедерево, 6.7.2013.[3]
- Pure Life (Је л' ти то мене сликаш?), пројекција средњеметражног видео-филма, фото-инсталација, објекти, перформанс; Студентски културни центар, Београд, 9. децембар 2014.[7]
- Непокретне слике (енгл. Still Images), галерија енгл. New Moment, Београд, 11-30.06.2015.[2]

## Награде
- Награда 39. октобарског салона у Београду, 1998[5]
- Награда града Београда за 2005.[5]